# 哈里·戴维斯
哈里·A·戴维斯（英語：Harry A. Davis，1956年1月27日—），美国NBA联盟前职业篮球运动员。他在1978年的NBA选秀中第2轮第11顺位被克里夫兰骑士选中。